# Kraftwerk Gejmån
Das Kraftwerk Gejmån (schwedisch Gejmåns kraftverk) ist ein Wasserkraftwerk in der Gemeinde Storuman, Provinz Västerbottens län, Schweden, das ca. 1 km südlich der Ortschaft Vallenas liegt und sich zwischen den beiden Seen Bleriken und Stor-Björkvattnet befindet. Es ging 1970 in Betrieb. Das Kraftwerk ist im Besitz von Vattenfall und wird auch von Vattenfall betrieben.

## Absperrbauwerk
Das Absperrbauwerk besteht aus einem Steinschüttdamm mit einer Höhe von 9 m, der sich am Abfluss des Gejmån, einem Nebenfluss des Ume älv, aus dem See Bleriken befindet. Die Hochwasserentlastung befindet sich ungefähr in der Mitte des Damms. Vom Staudamm führt ein Tunnel zum Kraftwerk.
Das maximale Stauziel des Sees Bleriken liegt bei 645,5 m über dem Meeresspiegel, das minimale bei 641 m. Der See erstreckt sich über eine Fläche von 2 (bzw. 2,3) km² und fasst 9,3 Mio. m³ Wasser.

## Kraftwerk
Mit dem Bau des Kraftwerks wurde 1966 begonnen; es ging 1970 in Betrieb. Es verfügt mit einer Francis-Turbine über eine installierte Leistung von 61 MW. Die durchschnittliche Jahreserzeugung liegt bei 265 (bzw. 280) Mio. kWh.
Die Turbine wurde von Kværner geliefert. Sie leistet 61 (bzw. 65 65,6 oder 66) MW; ihre Nenndrehzahl liegt bei 500 Umdrehungen pro Minute. Die Fallhöhe beträgt 245 (bzw. 250 oder 251) m. Der maximale Durchfluss liegt bei 29 m³/s.